# Google Maps Business View
Google Maps Business View (spesso abbreviato come GMBV) è un'applicazione che rappresenta l'estensione della tecnologia Street View alle attività commerciali.

## Descrizione
Google Business Photos, lanciato in Italia nel 2012, è stato recentemente rinominato in Google Maps Business View e, da settembre 2015, ufficialmente integrato all'interno del servizio Google Street View.
Disponibile inizialmente nell'aprile 2010 solo in alcune città statunitensi, il progetto Google Maps Business View è stato poi allargato a 27 Paesi nel mondo e ad oltre 180 città negli Stati Uniti.
I paesi in cui era stato reso disponibile il servizio Google Maps Business View erano: Stati Uniti, Canada, Italia, Spagna, Regno Unito, Francia, Olanda, Svezia, Danimarca, Svizzera, Irlanda, Australia, Germania, Russia, Giappone, Taiwan, Singapore, Hong Kong, Bulgaria, Repubblica Ceca, Polonia, Belgio, Indonesia, Corea del Sud, Malesia, India e Nuova Zelanda.
Attualmente (almeno in Italia) il servizio non è disponibile.
Google ha pubblicato un sito web in cui i proprietari di attività commerciali possono trovare ulteriori informazioni sul servizio, oltre che consultare l'elenco di Fotografi Certificati.
Il servizio Google Maps Business View viene erogato direttamente da Google, ma le immagini panoramiche che compongono gli interni delle attività commerciali e turistiche, possono essere generate e pubblicate solo da fotografi indipendenti (inizialmente chiamati Google Trusted Independent Photographers, oggi rinominati in Google Street View - Trusted Photographers) che abbiano conseguito la certificazione dall'azienda americana e che utilizzino le attrezzature professionali previste dal progetto.
A settembre 2015, il progetto è stato nuovamente modificato da Google, introducendo la possibilità per gli utenti non professionali di generare le immagini sferiche da smartphone e App Google Street View, installata sul terminale. Gli utenti dotati di smartphone e app possono realizzare le foto sferiche (Photo Spheres) a 360° e pubblicarle in autonomia su Google Maps dopo averle geo-taggate.
I Fotografi Certificati Google Street View, invece, mantengono la facoltà di creare tour virtuali degli interni delle attività commerciali, associandoli alle rispettive schede Google My Business. I virtual tour commerciali pubblicati sono visibili nei risultati di ricerca su Google Search e Google Maps.